# رولف ولفسهول
رولف ولفسهول (اسپانیایی: Rolf Wolfshohl‎؛ زادهٔ ۲۷ دسامبر ۱۹۳۸ – درگذشتهٔ ۱۸ سپتامبر ۲۰۲۴) دوچرخه‌سوار اهل آلمان بود.
وی در مسابقات کشوری و بین‌المللی در مجموع برندهٔ ۳ مدال طلا، ۵ مدال نقره و ۴ مدال برنز شده‌است.
ولفسهول در ۱۸ سپتامبر ۲۰۲۴، در سن ۸۵ سالگی درگذشت.